# Презумпція смерті
Презумпція смерті — юридичне оголошення особи померлою за відсутністю прямих доказів її смерті, наприклад, виявлення останків (трупа або скелета), що належали особі. Рішення приймається офіційними інстанціями (наприклад, судом) на підставі непрямих доказів, або ж автоматично у зв'язку з тривалою безвісною відсутністю. Офіційна презумпція смерті має такі ж юридичні наслідки, що й звичайна констатація смерті — здійснення спадкування, припинення шлюбу, займання посад тощо.

## В Україні
Згідно зі статтею 46 Цивільного кодексу України, фізична особа може бути оголошена померлою у судовому порядку. При цьому не вимагається, щоб попередньо її було визнано безвісно відсутньою.
Підставами оголошення фізичної особи померлою є:
1. Відсутність особи в місці постійного проживання протягом трьох років з дня отримання останніх відомостей про неї;
2. Відсутність протягом вказаних строків відомостей про місце перебування відсутньої особи;
3. Неможливість встановити місце перебування даної особи, попри всі вжиті заходи щодо розшуку;
4. Визнання юридично поважними причин, через які заявник просить визнати громадянина померлим.

Ще одна загальна підстава оголошення фізичної особи померлою: фізична особа, яка безвісно пропала у зв'язку з бойовими діями, може бути оголошена судом померлою після спливу двох років від дня закінчення бойових дій. З урахуванням конкретних обставин справи, що заслуговують на увагу, суд може оголосити фізичну особу померлою до спливу цього строку.